# Thompson Automobile Company
Thompson Automobile Company war ein US-amerikanischer Hersteller von Kraftfahrzeugen.

## Unternehmensgeschichte
J. P. Thompson und K. A. Luthe gründeten 1901 das Unternehmen. Der Sitz war in Providence in Rhode Island. Luthe war vorher für die Steamobile Company of America tätig. Im gleichen Jahr begann die Produktion von Kraftfahrzeugen. Der Markenname lautete Thompson. Der Schwerpunkt lag auf Nutzfahrzeugen. 1903 wurde Arthur A. Morin dritter Partner. 1907 endete die Produktion.
Weitere US-amerikanische Hersteller von Personenkraftwagen der Marke Thompson waren Zenas Thompson & Brothers und Thompson.

## Fahrzeuge
Im Angebot standen ausschließlich Dampfwagen. Sie hatten einen Dampfmotor von Fitzheney, der mit 8/10 PS angegeben war, und einen Kessel von Tomkin.
Genannt sind Lieferwagen, Lastkraftwagen, Omnibusse und Personenkraftwagen.
Das einzige Pkw-Modell war der Wagonette. Eine Ausführung bot Platz für acht bis zehn Personen, eine andere für sieben Personen und eine weitere für sechs Personen, wobei die Sitze im Passagierabteil Dos-à-dos angeordnet waren. Auffallend waren die Vollgummireifen.
Mindestens vier Fahrzeuge wurden nach Puerto Rico exportiert. Darunter befanden sich ein Lieferwagen und drei Omnibusse mit 16 Sitzen.